# 1964年東京オリンピックのイギリス選手団
1964年東京オリンピックのイギリス選手団（1964ねんとうきょうオリンピックのイギリスせんしゅだん）は、1964年10月10日から10月24日にかけて日本の首都東京で開催された1964年東京オリンピックのイギリス選手団、およびその競技結果。

## 概要
今大会は金メダル4個、銀メダル12個、銅メダル7個の合計18個のメダルを獲得した。

## メダル
| メダル | 選手名                                                                                | 競技 | 種目             |
| ------ | ------------------------------------------------------------------------------------- | ---- | ---------------- |
| 金     | ケネス・マシューズ                                                                    | 陸上 | 男子20km競歩     |
| 金     | リン・デーヴィス                                                                      | 陸上 | 男子走幅跳       |
| 金     | アン・パッカー                                                                        | 陸上 | 女子800m         |
| 金     | マリー・ランド                                                                        | 陸上 | 女子走幅跳       |
| 銀     | ベイジル・ヒートリー                                                                  | 陸上 | 男子マラソン     |
| 銀     | ジョン・クーパー                                                                      | 陸上 | 男子400mハードル |
| 銀     | モーリス・ヘリオット                                                                  | 陸上 | 男子3000m障害    |
| 銀     | ティモシー・グラハム エイドリアン・メトカーフ ジョン・クーパー ロビー・ブライトウェル | 陸上 | 男子4×400mリレー |
| 銀     | ポール・ニヒル                                                                        | 陸上 | 男子50km競歩     |
| 銀     | アン・パッカー                                                                        | 陸上 | 女子400m         |
| 銀     | マリー・ランド                                                                        | 陸上 | 女子五種競技     |
| 銀     | ボビー・マクレガー                                                                    | 競泳 | 男子100m自由形   |
| 銅     | ジャネット・シンプソン マリー・ランド ダフネ・アーデン ドロシー・ハイマン             | 陸上 | 女子4×100mリレー |